# كلميم
ڭلميم (وتُلقب أيضاً باب الصحراء) مدينة في جنوب المغرب، وهي عاصمة إقليم كلميم، وعاصمة أيضاً لجهة كلميم واد نون، وتقع على الطريق الوطنية رقم 1، وتبعد عن مدينة أكادير بـ 190 كلم، ويبلغ عدد سكانها 118.318 (حسب الإحصاء العام للسكان والسكنى لسنة 2014). وتحدها من الشمال جماعة تكانت، ومن الجنوب جماعة أسرير وأفركط، ومن الشرق جماعة أسرير وفاصك، ومن الغرب جماعة لقصابي تكوست وأباينو. مناخ المنطقة معتدل إلى جاف على العموم، حيث يبلغ متوسط درجة الحرارة 20 درجة مئوية لتبلغ في أقصى حالاتها 46 درجة مئوية. وتتألف التركيبة السكانية لمدينة كلميم من مجــموعات مخــتلفة الأعــراق والأصول، وقد كان لهم دور مهم في محاربة الاستعمار الاسباني والفرنسي للمنطقة ن امتداد جماعة كلميم على مساحة مهمة وارتفاع ساكنتها فرض على السلطات المختصة خلق مقاطعات حضرية قصد تخفيف الضغط على بلدية كلميم وباشويته وكذا تقريب الإدارة من المواطنين.

## تاريخ
شكلت مدينة كلميم منذ تأسيسها رمزا لقوة التجارة المغربية في علاقتها بعواصم الصحراء الكبرى من خلال النشاط التجاري المكثف، ناهيك عن كونها إعتبرت من أهم أسواق الإبل في غرب الصحراء الكبرى، كما ساهمت المدينة من خلال أسرها التجارية العريقة في إعادة رسم ملامح التجارة المغربية مع أوروبا في القرنين الميلاديين الثامن عشر والتاسع عشر.

## المناخ
مناخ المدينة شبه صحراوي، وذلك راجع لموقعها الجغرافي باعتبارها منطقة عازلة بين الصحراء وسوس. ووفقا لتصنيف كوبين، فمناخ المدينة هو من صنف "BW"، الذي يتميز بموسم جاف يمتد على جزء كبير من السنة، وموسم «رطب»، مع هطول أمطار ضعيفة عموما، إذ تتراوح التساقطات المطرية ما بين 100 و200 مم في السنة.

## السكان
يبلغ عدد سكان مدينة كلميم: 118.318، حسب الإحصاء العام للسكان والسكنى لسنة 2014.
تضاعف عدد سكان المدينة 9 مرات بين 1960 و 2004 من 10.500 نسمة إلى 95.746 نسمة. وقد شهدت المدينة نموا أكبر للسكان بين عامي 1971 و 1982، وفي هذا الصدد فقد تضاعف عدد السكان بنسبة 2.4٪ في غضون 10 سنوات، وخصوصا بعد إحداث إقليم كلميم في عام 1979.
إن بنية سكان مدينة كلميم لا تختلف عن خصائص السكان في ربوع المملكة المغربية، إذ إنها تتميز ببنية شابة نشطة، حيث إن نصف السكان تتراوح أعمارهم بين 15 و44 سنة.

## الاقتصاد

### التجارة

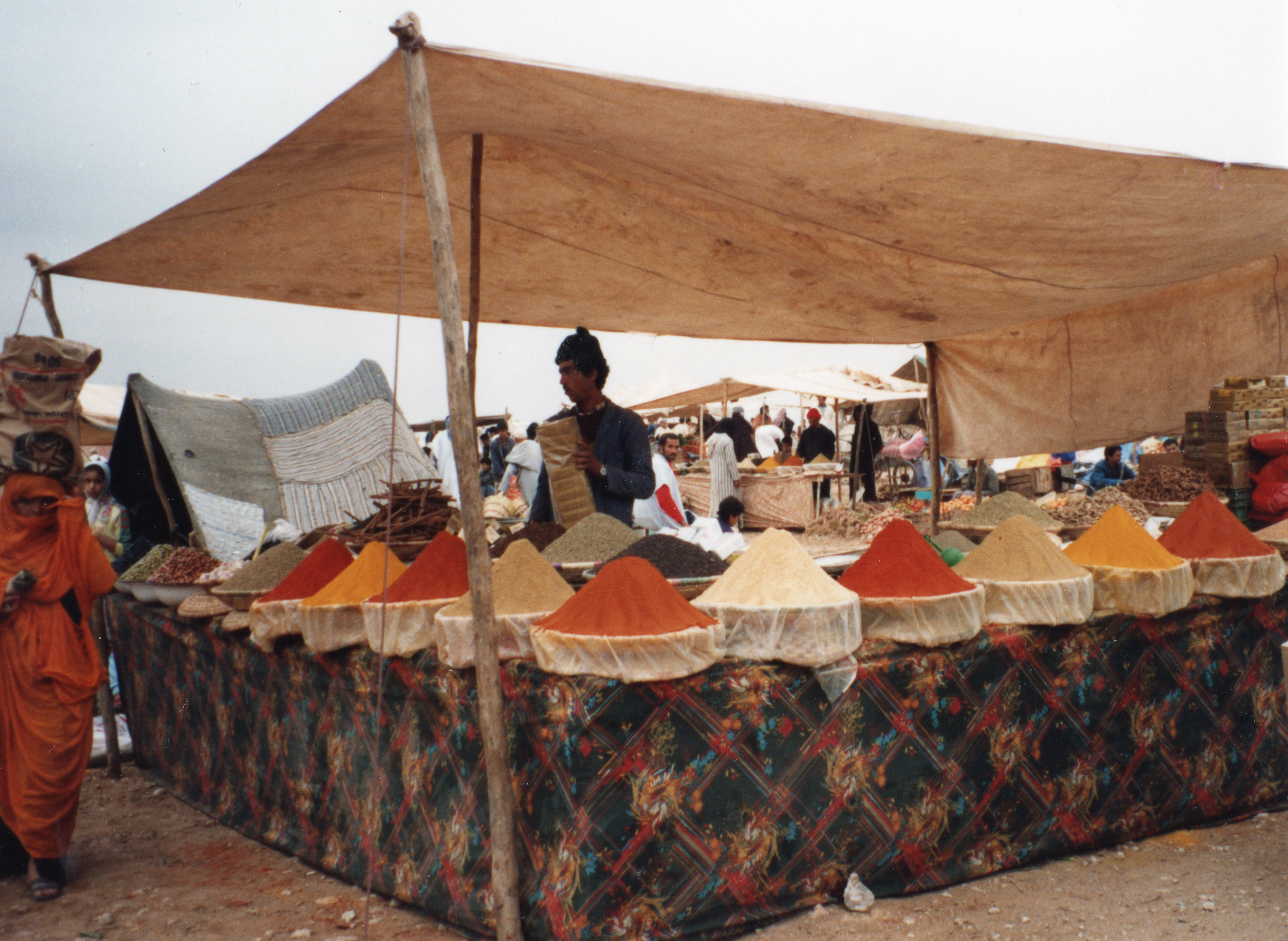
تاجر في السوق بكلميم

تُعد التجارة المورد الأساسي لجزء مهم من ساكنة مدينة كلميم، وأمام ضعف وانعدام الإنتاج المحلي، فإن التموين بمختلف المواد خاصة الاستهلاكية والألبسة الجاهزة ومواد التجهيز يتم استيرادها من باقي المدن المغربية. وتحتل تجارة المواد الاستهلاكية المكانة الأولى ضمن النشاط التجاري بنسبة تقارب 50% مشغلة بذلك يد عاملة هائلة ومساهمة من جهة أخرى في خلق دينامية ورواج اقتصادي بالمدينة.

### الفلاحة

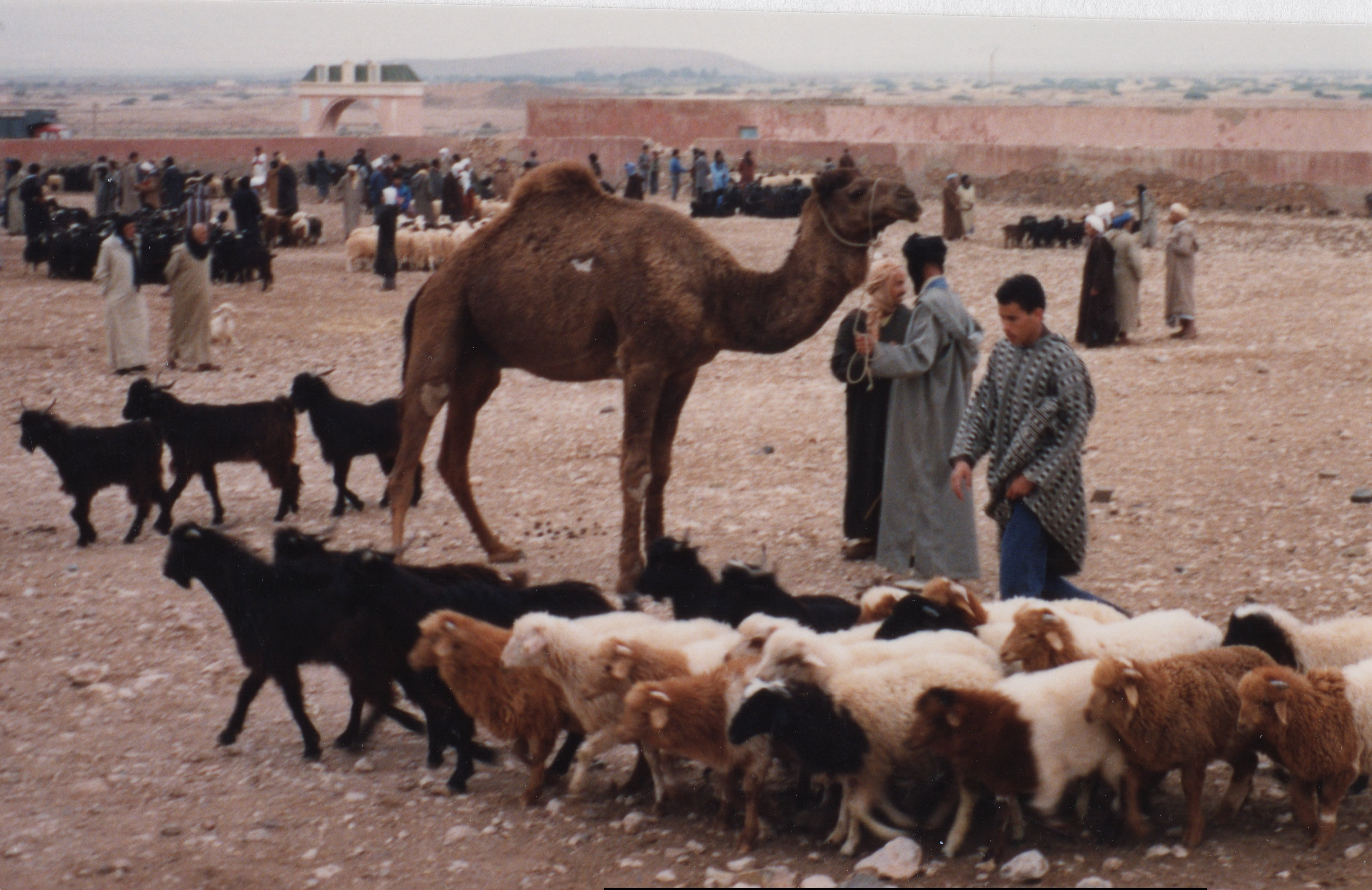
سوق المواشي بكلميم

تتوجه منطقة كلميم بالخصوص نحو تربية الماشية (المراعي)، الزراعة الواحاتية، وزراعة الحبوب على امتداد الأراضي البورية واراضي الفيض التي تشكل النسبة الكبيرة من الأراضي الصالحة للزراعة، بالإضافة إلى الزراعة المسقية التي يتطلب بعضها تقنيات الري المقتصدة للمياه.
```

```

كما تأتي زراعة الحبوب في المقام الأول، من حيث مساحة الأراضي المزروعة، لكن بالرغم من ذلك تبقى إنتاجيتها منخفضة حيث تعطي معدل إنتاجية يقدر بما يقارب 700 درهم للهكتار أي أنها لا تغطي حاجيات السوق المحلي، وتستعمل غالبا هذه المحاصيل في الاستهلاك الذاتي وعلف الماشية. أما زراعة الخضراوات فهي تعتمد على السقي عبر ضخ المياه الجوفية مع استعمال في بعض الاحيان لتقنيات الري بالتنقيط حيث يصل معدل إنتاجيتها إلى 500 19 درهم للهكتار.

تمتد مزروعات الصبار على مساحات مهمة باقليم كلميم من الساحل والمرتفعات، ورغم تزايدها المستمر منذ القدم الا ان اشغال الغرس الأكثر اهمية تم انجازها خلال العشر سنوات الاخيرة، وذلك وعيا بالدور الذي يلعبه هذا النبات فبالإضافة إلى مساهمته في محاربة التصحر وحماية البيئة فان زراعة الصبار تشكل على حد سواء مصدرا مهما نسبيا لدخل الفلاحيين وموردا للأعلاف يساهم في تغذية الماشية حيث يساهم في تحسيين المراعي وخلق احتياطي للأعلاف يمكن استعماله خلال فترات الجفاف، وللإشارة فهناك امكانيات حقيقية لتوسيع المساحات المغروسة بالصبار بالنظر إلى وجود آلاف الهكتارات الصالحة لغرسه، ومشاريع استراتيجيات لتثمين منتوجه.

### الصناعة
تهيمن الصناعات الغذائية على القطاع الصناعي بإقليم كلميم حيث يبلغ عدد الوحدات الصناعية بالإقليم 19 وحدة، منها 13 وحدة تعمل في مجال الصناعات الغذائية، وأربع وحدات في مجال تصنيع القطع المعدنية، ووحدة واحدة في صناعة الخشب، وأخرى في قطاع التعدين. وتبقى الصناعات من أكبر نقاط ضعف كلميم، حيث ان أهم وحدة انتاجية (المطاحن الكبرى لكلميم) توقفت عن الإنتاج منذ سنة 2007، بعدما كانت تؤمن حاجيات اقاليم طانطان، اسا الزاك، طاطا، والداخلة. وكانت قدرتها الانتاجية تصل في المتوسط إلى 1400 قنطار يوميا و 620 طن شهريا، وتوفر 130 عملا قارا وحوالي 450 عملا عرضيا.
وايضا يعتبر قطاع الصناعة التقليدية بكلميم ميدانا خصبا لانتعاش المقاولات الصغرى باعتباره ركنا مهما من اركان الاقتصاد المحلي بالنظر إلى نسبة المعاملات التي يعرفها مقارنة مع القطاعات الأخرى، وكذا اليد العاملة التي يشغلها والارقام تتحدث عن 3000 صانع وصانعة يمارسون ازيد من 38 حرفة بمختلف اصنافها الفنية الانتاجية والخدماتية 

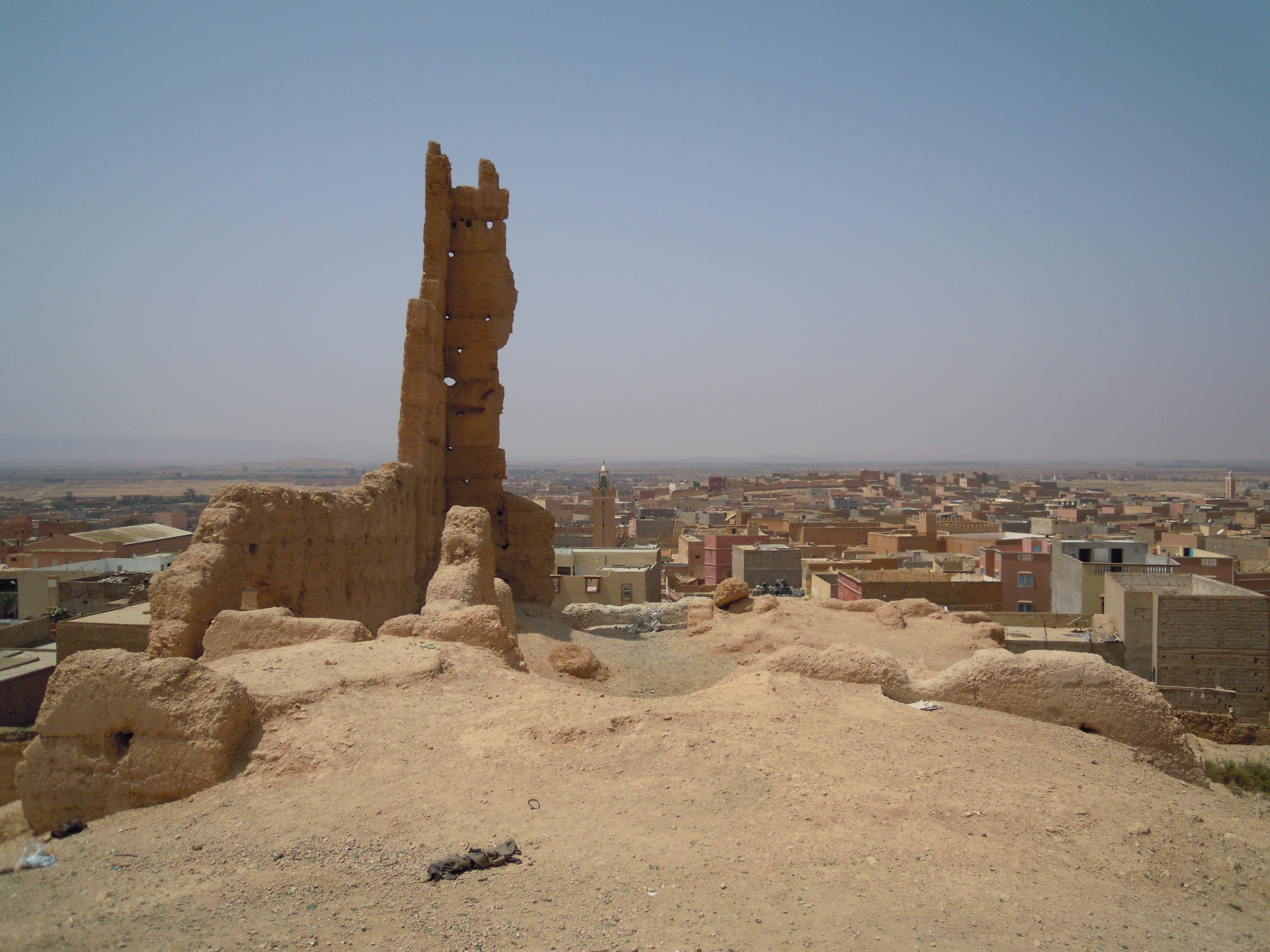
قصبة أكويدير بكلميم

- انطلقت يوم الجمعة 8 نونبر 2024، أشغال بناء سدين جديدين بإقليم كلميم، وذلك في إطار البرنامج الوطني للتزويد بالماء الصالح للشرب والسقي 2020-2027. ويتعلق الأمر بـ:[8][9]

➖ سد « تازونت » بجماعة امتضي بحقينة تبلغ 5.8 مليون متر مكعب بكلفة تعادل 32 مليون درهم 
➖ سد « واد أصفاو » بجماعة تيكليت بحقينة 7.2 مليون متر مكعب بكلفة تقارب 29 مليون.

## السياحة
- مجمع الصناعة التقليدية: يتوفر هذا المجمع على قاعة للعروض وورشات، كما يضم 25 دكانا، وقاعتين للتكوين المهني، إضافة إلى مرافق أخرى. الفضاء تجمع مهم للحرفيين والصناع التقليديين حيث تعرض به مختلف المنتوجات المحلية التقليدية من حلي ومجوهرات.

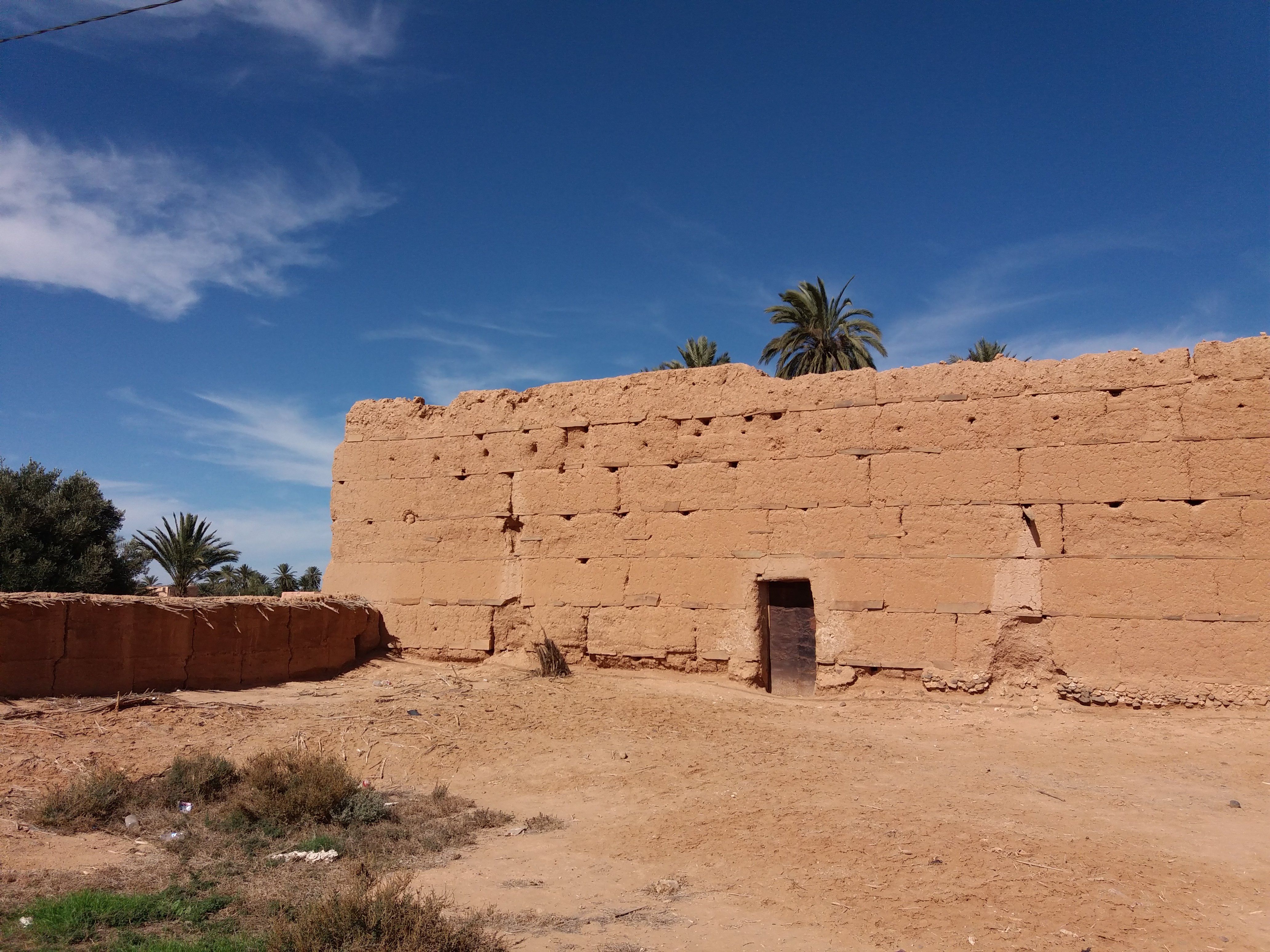
اثار تاريخية بتيغمرت نواحي كلميم

- اثار تاريخية بتيغمرت نواحي كلميمقصبة أكويدير: وهي قصبة تاريخية تقع بأحد أعلى الأماكن ارتفاعاً بكلميم، ويمكن منها الإستمتاع بنظرة بانورامية على المدينة.
- مهرجان أسبوع الجمل: هو مهرجان سنوي، ينظم بمدينة كلميم ويشكل مناسبة لتنشيط المدينة اقتصاديا، وسياحيا، ورياضيا، واجتماعيا وثقافيا. ويتضمن برنامج المهرجان سباقات للهجن وتنظيم إستعراضات للفروسية بالإضافة إلى سهرات فنية ينظمها فنانون مغاربة وعالميون.

## الدين

### المساجد
بكلميم يوجد 53 مسجد.

### الزوايا
يوجد بكلميم خمسة زوايا وهي الزاوية التيجانية، الزاوية القادرية البوتشيشية، الزاوية الدرقاوية الشادلية، الزاوية الجكانية، زاوية الشيخ أبا علي محمد.

## النقل والمواصلات
تمتلك كلميم شبكة طرقية معبدة تربط بين مختلف أحياء المدينة، كما تتوفر كلميم على محطة طرقية للحافلات وسيارات الأجرة، أحدثت سنة 1984 على مساحة إجمالية تقدر بحوالي 444 33 متر مربع، في ملكية الخواص، وتتوفر المدينة على مطار كلميم الذي يربطها بخطوط جوية مباشرة إلى الدار البيضاء والعيون على متن طائرات تابعة للخطوط الملكية المغربية.

## الاتصالات
حسب إحصائيات سنة 2004، فإن 17% من الأسر مشتركة في الهاتف الثابت و 73% لديهم هاتف محمول.

## التعليم
تتوفر مدينة كلميم على:
- 17 مؤسسة للتعليم الابتدائي.
- 9 مؤسسات للتعليم الإعدادي.
- 8 مؤسسات للتعليم الثانوي التأهيلي، من ضمنها الثانوية التقنية والتعليم الأصيل.

## أحياء المدينة
| حي رجاء فالله | حي سيدي الغازي | حي السعديين | حي باب الصحراء | حي واد نون     | حي المسيرة     | حي القدس   |
| حي الفيلة     | الحي الإداري   | حي الموحدين | حي الشام       | حي المقاومة    | حي الرحمة      | حي السلام  |
| حي الفتح      | حي لالة حسناء  | حي أمحيريش  | حي لالة مريم   | حي تيرت السفلى | حي تيرت العليا | حي الشهداء |

## وصلات خارجية
- الموقع الرسمي للجماعة الحضرية لكلميم